# Ognes (Oise)
Ognes és un municipi francès, situat al departament de l'Oise i a la regió dels Alts de França. L'any 2007 tenia 254 habitants.

## Demografia

### Població
El 2007 la població de fet d'Ognes era de 254 persones. Hi havia 84 famílies de les quals 16 eren unipersonals (8 homes vivint sols i 8 dones vivint soles), 12 parelles sense fills, 44 parelles amb fills i 12 famílies monoparentals amb fills.
La població ha evolucionat segons el següent gràfic:
Habitants censats

### Habitatges
El 2007 hi havia 93 habitatges, 87 eren l'habitatge principal de la família, 1 era una segona residència i 5 estaven desocupats. 90 eren cases i 3 eren apartaments. Dels 87 habitatges principals, 63 estaven ocupats pels seus propietaris i 24 estaven llogats i ocupats pels llogaters; 5 tenien dues cambres, 5 en tenien tres, 28 en tenien quatre i 49 en tenien cinc o més. 68 habitatges disposaven pel capbaix d'una plaça de pàrquing. A 28 habitatges hi havia un automòbil i a 47 n'hi havia dos o més.

### Piràmide de població
La piràmide de població per edats i sexe el 2009 era:
| Homes | Edats   | Dones |
| ----- | ------- | ----- |
| 0     | 95 o +  | 0     |
| 0     | 90 a 94 | 0     |
| 0     | 85 a 89 | 0     |
| 0     | 80 a 84 | 0     |
| 8     | 75 a 79 | 0     |
| 4     | 70 a 74 | 8     |
| 0     | 65 a 69 | 4     |
| 4     | 60 a 64 | 4     |
| 0     | 55 a 59 | 0     |
| 4     | 50 a 54 | 4     |
| 12    | 45 a 49 | 12    |
| 8     | 40 a 44 | 16    |
| 16    | 35 a 39 | 12    |
| 16    | 30 a 34 | 12    |
| 12    | 25 a 29 | 12    |
| 12    | 20 a 24 | 4     |
| 16    | 15 a 19 | 4     |
| 36    | 10 a 14 | 12    |
| 24    | 5 a 9   | 8     |
| 8     | 0 a 4   | 12    |

## Economia
El 2007 la població en edat de treballar era de 181 persones, 141 eren actives i 40 eren inactives. De les 141 persones actives 137 estaven ocupades (78 homes i 59 dones) i 4 estaven aturades (1 home i 3 dones). De les 40 persones inactives 10 estaven jubilades, 16 estaven estudiant i 14 estaven classificades com a «altres inactius».

### Ingressos
El 2009 a Ognes hi havia 86 unitats fiscals que integraven 243 persones, la mediana anual d'ingressos fiscals per persona era de 22.220 €.

### Activitats econòmiques
Dels 7 establiments que hi havia el 2007, 5 eren d'empreses de construcció, 1 d'una empresa de transport i 1 d'una empresa de serveis.
Dels 5 establiments de servei als particulars que hi havia el 2009, 1 era un paleta, 2 guixaires pintors, 1 lampisteria i 1 empresa de construcció.
L'any 2000 a Ognes hi havia 3 explotacions agrícoles que ocupaven un total de 825 hectàrees.

## Equipaments sanitaris i escolars
El 2009 hi havia una escola maternal integrada dins d'un grup escolar amb les comunes properes formant una escola dispersa.

## Poblacions més properes
El següent diagrama mostra les poblacions més properes.